# 白世伟
白世伟（1941年—），回族，中华人民共和国政治人物、第十一届全国政协委员。
担任中国科学院武汉分院岩土所研究员。2008年，当选第十一届全国政协委员，代表科学技术界，分入第三十组。